# Янежич, Андрей
Андрей Янежич (словен. Andrej Janežič; 1912, Врхника — ?) — словенский партизан, участник Народно-освободительной войны Югославии. Участник Кочевьевского собрания.